# George Takei
George Hosato Takei (/təˈkeɪ/; tên khai sinh: Hosato Takei, sinh ngày 20 tháng 4 năm 1937) là một diễn viên, tác giả và nhà hoạt động người Mỹ gốc Nhật. Ông được biết đến qua vai Hikaru Sulu trong sê-ri truyền hình Star Trek. 

## Đời tư
Takei là người đồng tính. Vào tháng 5 năm 2014, tổ chức Gay & Lesbian Alliance Against Defamation (chống xúc phạm nhân phẩm LGBT) trao tặng nam diễn viên giải GLAAD Vito Russo vì những đóng góp trong việc thúc đẩy quyền bình đẳng cho cộng đồng LGBT.